# Толепська сільська адміністрація
Толе́пська сільська адміністрація (каз. Төлеп ауылдық әкімдігі, рос. Толепская сельская администрация) — адміністративна одиниця у складі Бейнеуського району Мангистауської області Казахстану. Адміністративний центр та єдиний населений пункт — село Толеп.
Населення — 966 осіб (2021; 876 у 2009, 841 у 1999, 745 у 1989).
Станом на 1989 рік існувала Каменна сільська рада (село Каменне). 2017 року Толепський сільський округ перетворено на Толепську сільську адміністрацію.